# Фергюсон, Гомер
Го́мер Сэ́мюэл Фе́ргюсон (англ. Homer Samuel Ferguson; 25 февраля 1889 — 17 декабря 1982) — американский юрист и политик.

## Образование и начало карьеры
Фергюсон посещал обычные школы и Питтсбургский университет. В 1913 году он окончил Мичиганский университет, в том же году был принят в коллегию адвокатов и начал практику в Детройте. С 1929 по 1942 год он был судьёй окружного суда округа Уэйн и одновременно с 1929 по 1939 год профессором права в юридическом колледже Детройта (ныне часть Мичиганского университета).

## Сенатор
В 1942 году был избран в Сенат США от Республиканской партии. Был переизбран в 1948 году, победив демократа Фрэнка Хука в году, изобилующими поражениями Демократической партии. Выборы были оспорены Хуком, который обвинил оппонента в мошенничестве; подкомиссия выявила неэтичные действия во время избирательного цикла, хотя и оправдала Фергюсона и рекомендовал Сенату признать его избранным. Но это решение не повлияло на поражение от демократа Патрика Мак-Намары в ходе избирательной кампании 1954 года.
Будучи членом Сената, он занимал пост председателя Комитета по республиканской политике в 83-м созыве Конгресса.
В 1943 году был одним из 12 сенаторов, которые выступили спонсорами или соавторами Резолюции о спасении, в которой говорилось, что Конгресс «рекомендует и настоятельно призывает Президента создать комиссию из дипломатических, экономических и военных экспертов для разработки и осуществления плана немедленных действий, направленных на спасение выживших еврейских народов Европы от вымирания от рук нацистской Германии».
В 1948 году он занимал пост председателя подкомитета по расследованиям, который проводил слушания по таким вопросам, как нарушения экспортного контроля, для дачи показаний по которым был вызван советский шпион Уильям Ремингтон; судебный процесс над нацистской военной преступницей Ильзе Кох; и продажа Демократической партией Миссисипи почтовых должностей, о приобретении которых свидетельствовали сельские жители Миссисипи. 30 июля 1948 года Комитет по расходам в исполнительных департаментах заслушал показания бывшей советской шпионки Элизабет Бентли. Бентли давала показания перед Комитетом Палаты представителей по антиамериканской деятельности на следующий день, а несколькими днями позже — Уиттекер Чемберс, инициировавший дело Хисса, использовавшееся Ричардом Никсоном и Джозефом Маккарти в своих политических целях.
Фергюсон поддерживал законопроект против линчевания, который был одобрен Судебным комитетом Сената в июне 1949 года. Палата представителей одобрила несколько законопроектов против линчевания. Из-за оппозиции со стороны демократов Юга ни один законопроект против линчевания так и не был одобрен полным составом Сената.
В 1954 году он представил сенатскую версию законопроекта, согласно которому в Клятву верности была включена фраза «под Богом». До него версию Палаты представителей США представил республиканец Чарльз Оукман. Законопроект вступил в силу в День флага, 14 июня 1954 года.
В том же году Фергюсон предложил несколько изменений к поправке Брикера.

## Дальнейшая жизнь
В 1955—1956 годах Фергюсон был послом США на Филиппинах. В 1956—1971 годах был судьёй Военного апелляционного суда США, а в 1971—1976 годах — старшим судьёй.
В 1976 году он вышел на пенсию, вернулся в Мичиган и проживал в Гросс-Пойнте до своей смерти в 1982 году. Похоронен на кладбище «Вудлон» в Детройте.

### Киновоплощение
Ллойд Бриджес сыграл Фергюсона в фильме 1988 года «Такер: человек и его мечта».